# Lamento di Portnoy
Lamento di Portnoy (titolo originale Portnoy's Complaint) è un romanzo di Philip Roth pubblicato nel 1969. Nel 2025, l'editore Adelphi, nell'ambito della riedizione nel proprio catalogo delle opere dell'autore americano, ha alterato il titolo originario optando per l'accorciato Portnoy.
Il romanzo è strutturato come un ininterrotto monologo del narratore, Alexander Portnoy, un ebreo americano, al suo psicanalista, il dottor Spielvogel, prima che quest'ultimo inizi la terapia prevista. Suddiviso in sette capitoli dai titoli alquanto originali (nella traduzione italiana, il secondo e il quarto si intitolano rispettivamente Seghe e Figomania), ha come filo conduttore l'alternanza dei piani temporali prodotta dalla rievocazione memoriale del protagonista-narratore: nevrotico, erotomane, morbosamente attaccato alla madre e alle tradizioni ebraiche, spesso peraltro dileggiate e contestate nei loro assurdi divieti, uomo di successo (è responsabile di un dipartimento dell'amministrazione di New York contro la discriminazione), eppure incapace di trovare un centro stabile e disperatamente alla ricerca di una moglie, una famiglia, dei figli. Da Newark a New York, dalla Grecia fino in Israele, Portnoy si porta dietro le sue manie, i suoi tic, le sue idiosincrasie e le sue morbosità sessuali, alla disperata ricerca di una banale, ordinaria, normalità.

## Adattamenti cinematografici
- Se non faccio quello non mi diverto (Portnoy's Complaint), regia di Ernest Lehman (1972)

## Edizioni italiane
- Lamento di Portnoy, traduzione di Letizia Ciotti Miller, Milano, Bompiani, 1970, ISBN 88-355-1105-4.
- Lamento di Portnoy, traduzione di Roberto C. Sonaglia, Milano, Leonardo, 1989, ISBN 88-355-1028-7.
- Lamento di Portnoy, collana Oscar Classici Moderni, n. 165, Milano, Mondadori, 1998, ISBN 88-04-49308-9.
- Lamento di Portnoy, collana Einaudi Tascabili. Letteratura n. 715, traduzione di Roberto C. Sonaglia, Torino, Einaudi, 2000, ISBN 88-06-14980-6. - Collana Super ET, Einaudi, 2014, ISBN 978-88-062-2003-7.
- Portnoy, traduzione di Matteo Codignola, Collana Biblioteca, Milano, Adelphi, 2025, ISBN 978-88-459-4011-8.